# Samuel Horton Jones (Politiker, I)
Samuel Horton Jones (* 19. Jahrhundert; † 20. Jahrhundert) war Geschäftsmann und Politiker in der britischen Kolonie Gambia.

## Leben
Jones war ein anglikanischer Händler, der ursprünglich aus Sierra Leone stammte und seit 1874 in Bathurst lebte. Er und seine Frau Maryann Gabbidon waren um die Jahrhundertwende wohlhabende Aku-Kaufleute in Bathurst (heute Banjul). Er wurde 1906 und 1911 zum Mitglied des gambischen Legislativrats, als sogenanntes „Unofficial Member“, von Gouverneur George Chardin Denton ernannt. Er blieb bis 1906 im Amt, als er aus gesundheitlichen Gründen ausschied.

## Familie
Aus der Ehe mit Maryann Gabbidon stammt der Sohn Samuel Horton Jones. er wurde Mediziner und war auch politisch aktiv.